# Mars (groupe)
Pour les articles homonymes, voir Mars et China.
Mars (anciennement, China) est un groupe de no wave américain, originaire de New York. Il est formé et séparé à la fin des années 1970,, souvent considéré comme l'initiateur du mouvement.

## Biographie
Fondé à l'origine en 1975 par le chanteur Sumner Crane sous le nom de China, c'est seulement vers 1977 que la formation émerge sur la scène bruitiste locale. Le groupe est dissous la même année mais restera dans les mémoires grâce à plusieurs publications posthumes. Mars joue en concert pendant près d'une vingtaine de fois, uniquement à Manhattan. Leur premier concert se fait au CBGB's en janvier 1977 ; leur dernier se faisant à Max's Kansas City le 10 décembre 1978. Leur première sortie, le single 45 tours 3-E/ 11,000 Volts, est publié aux labels Rebel Records/ZE Records. Le groupe publie ensuite un EP single live en 1979 ou 1980, malgré sa séparation en 1978. Chacune de leur sortie est compilée au label de Lydia Lunch, Widowspeak Records, en 1986, sous le nom de 78. Elle est rééditée par Atavistic Records en CD en 1996 sous le nom de 78+.
En 1978, Mars apparait sur la compilation No New York de Brian Eno, qui marque la véritable naissance du mouvement no wave et la consécration du groupe. D'autres groupes comme DNA, Teenage Jesus and the Jerks, et James Chance and the Contortions, y participent également.
Crane meurt de lymphome le 15 avril 2003. Arlen meurt le 17 septembre 2006, à la suite d'une opération du cœur.

## Membres
- Sumner Crane
- Mark Cunningham
- China Burg
- Nancy Arlen
- Rudolph Grey

## Discographie
- 1977 : 3- (b/w 11,000 Volts) (7" ; Rebel)
- 1978 : No New York (Antilles/ Island)
- 1979 : Mars (12" EP live ; (Lust/Unlust/ Infidelity)
- 1980 : John Gavanti (Hyrax ; réédité en CD chez Atavistic)
- 1986 : 78 (Widowspeak)
- 1995 : Live Mars 77-78 (compilation ; DSA)
- 1996 : 78+ (compilation ; Atavistic)
- 2003 : Mars LP: The Complete Studio Recordings, NYC 1977-1978 (album live)